# Meridarchis trapeziella
Meridarchis trapeziella is een vlinder uit de familie van de Carposinidae. De wetenschappelijke naam van de soort is voor het eerst geldig gepubliceerd in 1867 door Zeller.